# Koe de Oshigoto!
Koe de Oshigoto! (jap. こえでおしごと!, dt. „Arbeit mit der Stimme!“), mit der Tagline female senior high school student do a blushing character voice story, ist eine Mangareihe, die von Azure Konno geschrieben und als Anime adaptiert wurde.
Sie wurde von Mai 2008 bis April 2013 im japanischen Magazin Comic Gum veröffentlicht, das von Wani Books herausgegeben wird, sowie in insgesamt zehn Sammelbänden. Die Geschichte handelt von einem sechzehnjährigen Mädchen, das als Synchronsprecherin für Erogēs arbeiten will und dabei sowohl mit sich selbst, als auch mit ihrer frischen Liebe in Konflikt gerät. 

## Handlung
Die Schülerin Kanna Aoyagi (青柳 柑奈, Aoyagi Kanna) wird an ihrem sechzehnten Geburtstag von ihrer älteren Schwester Yayoi Aoyagi (青柳 弥生, Aoyagi Yayoi) eingeladen, der Synchronisation eines Erogēs beizuwohnen, um sich ein Bild von der Arbeit machen zu können. Yayoi hat dabei ein Interesse daran, Kanna als Mitarbeiterin ihres Studios Blue March zu gewinnen, da es ihre finanzielle Lage verbessern könnte. Kanna, die aufmerksam der Arbeit der professionellen Sprecherin Fumika Warasono (藁園 文花, Warasono Fumika) – Pseudonym Honoka Hanazono (花園 ほのか) – folgt, muss dabei jedoch feststellen, dass sie die peinlichen Worte wohl niemals über die Lippen bringen könnte und verlässt entsetzt das Studio. Auf dem Heimweg erfährt sie jedoch von ihrer Mutter, wie sehr sich Yayoi für sie bereits seit ihrer Kindheit engagiert hat und sieht sich nun im Zugzwang. Wieder im Studio wird sie von ihrer älteren Schwester angehalten, Übungen durchzuführen. Jedoch stellt sich dies als schwieriger als gedacht heraus, da Kanna insbesondere perverse Ausdrücke schlichtweg nicht laut aussprechen kann, da ihr die nötige Überwindung fehlt. 
Kanna besitzt eine starke Vorstellungskraft und kann dabei sehr gezielt auf bestimmte Dinge konzentrieren. Dadurch ist es ihr möglich sich besonders tief in die beschriebenen Szenen hineinzuversetzen, wobei sie die Welt um sich herum vollkommen aus den Augen verliert. Dies stellt anfangs für sie ein Problem dar, da ihr die Situationen so peinlich sind, dass sie immer wieder aufgeben muss. Sie zeigt sich aber fasziniert davon, wie die professionelle Fumika es schaffen kann, die Worte so leicht über ihre Lippen zu bringen. Dabei fällt Yayoi auf, dass Kanna so gut wie keine Erfahrung mit Erogēs besitzt und erklärt ihr kurzerhand die verschiedenen Arten, von denen sie jeweils ein Exemplar mit nach Hause gegeben bekommt. Als Kanna diese am nächsten Tag ausprobiert, wird ihr beim letzten sich nahezu ausschließlich auf die Darstellung von sexuellen Handlungen ausgelegten Spiel Home Made Maid ihre starke Vorstellungskraft erneut zum Verhängnis, da sie trotz reiner Gedanken und ohne Selbststimulation einen Orgasmus bekommt. Jedoch wird sie dabei unsanft durch den Nachrichtenton ihres Handys aus ihrer Phantasie gerissen. Dies weckt erneut in ihr die Gedanken Erogēs als für sie ungeeignet anzusehen. Dennoch halten sie und ihre Schwester an der Idee fest und nach einigem Training ist sie in der Lage zumindest die Worte auszusprechen, wenngleich ihr noch die richtige Betonung fehlt. Dabei sieht sie sich auch mit den anderen Mitarbeitern des Studios konfrontiert, wovon die Zeichnerin Harie Natsume dazu tendiert gegenüber Mädchen in Schuluniform handgreiflich zu werden, was natürlich direkt auch Folgen für Kanna hat. Seitdem steht Harie unter strenger Aufsicht von Hirobe Huyumi, damit sie nicht wieder ihrer großen Vorliebe für Schulmädchen an Kanna nachgehen kann.
Als schwierigste Aufgabe stellt sich jedoch heraus, auch die richtigen Geräusche von sich zu geben, wenn sie beispielsweise eine Szene mit Oralverkehr (Fellatio) spielen soll. Als noch Sechzehnjährige und sexuell unerfahrene Schülerin hat sie keine Vorstellung wie sich dies anfühlen und anhören müsste. Aus diesem Grund bekommt sie von Yayoi ihren Kindheitsfreund und Szenariotexter Nagatoshi Hioki (日置長俊, Hioki Nagatoshi) zur Seite gestellt, an dessen Finger sie die Handlung üben soll, wobei sich auch der Vorteil ihres Talents offenbart und sie wie in Trance eine realistische Darbietung liefert.
In der Schule macht sich dies jedoch auch bemerkbar, denn schließlich wundern sich ihre Freundinnen Hazuki Nōge (能家 葉月, Nōge Hazuki) und Kotori Makino (牧野 小鳥, Makino Kotori) über die Änderungen in ihrer Verhaltensweise und insbesondere darüber, als sie sie beim selbst durchgeführten Finger-Fellatio erwischen. So regt sich insbesondere bei Kotori der Gedanke, dass Kanna doch ganz offensichtlich irgendwas vor ihnen verheimliche. Währenddessen probt Kanna weiter im Studio und soll nun schließlich ihre erste Rolle sprechen. Nach Anlaufschwierigkeiten legt sich ihre Aufregung und Yayoi setzt ebenfalls Nagatoshi mit dazu, der ihr den Finger reicht. Dadurch steigert sie sich wieder so sehr in das Geschehen hinein, dass sie ohne weiteres Zutun wirklich einen Orgasmus bekommt und so eine exzellente Darstellung abliefert. Ihrer Schwester spricht sie auf den Orgasmus an und lobt Kannas Einmaligkeit diesen nur durch ihre Vorstellungskraft zu erreichen, was Kanna aber mit sehr gemischten Gefühlen zurücklässt. Ihr erstes Spiel wird daher ein Erfolg und sie erhält das Pseudonym Kanna Aoi (青井 かんな).
Als sie ihre eigene Arbeit hört beschleicht sie zusehends das beklemmende Gefühl, dass doch jemand herausfinden könnte, dass es ihre Stimme und ihr Pseudonym ist. Dies macht sich vor allem in der Schule bemerkbar, da sie scheinbar von dem Klassenkameraden Motoki Kaidzu (海津元樹, Kaidzu Motoki) beobachtet wird. Dies fällt Kanna auch bei weiteren Gelegenheiten auf, bis sich schließlich die Gelegenheit ergibt wo beide sich allein im Klassenzimmer befinden. Eigentlich ein Liebesgeständnis erwartend, wird Kanna von der Frage überrascht, ob sie die Rolle in besagtem Spiel gesprochen hätte. Schockiert ergreift sie Flucht und versucht ihrer Schwester ihr Leid zu erzählen. Jedoch reagiert diese bei der Nennung des Namens Kaidzu sehr gelassen, beruhigt Kanna und lädt sie für ein Gespräch am nächsten Abend ein. Dabei besuchen sie die Spieleentwickler Kaiser, wo sie zunächst auf dessen Besitzer Yasuhito Kaidzu (海津泰人, Kaidzu Yasuhito) treffen. Es stellt sich schnell heraus, dass es der Vater von Motoki ist. Motoki ist dabei selbst an der Entwicklung von Erogēs beteiligt, wodurch Kanna ein Stein vom Herzen fällt.
In der Folge bereitet sich Kanna auf ihre nächste Rolle in einem der Spiele von Kaiser vor, wobei sie in gemeinschaftlicher Runde das Drehbuch verlesen. Jedoch sind die dortigen Inhalte noch einiges härter als die ihrer Schwester. Dabei zeigen sich erneut große Wissenslücken bei Kanna auf. So stellt sie unter anderem die Frage danach, warum Frauen überhaupt „an dem Penis eines Mannes lecken“ würden. Die Beisitzer und selbst ihre Schwester Yayoi sind davon mehr als überrascht. Dennoch erklärt sich der überaus dreiste und sich nicht in Worten zurückhaltende Sprecher Shigekazu Sakanami (酒波重一, Sakanami Shigekazu) bereit es ihr zu erklären. Das macht er natürlich auf seine ganz eigene, schonungslose Weise, womit er Kanna recht stark schockiert, die nun aber noch weitere Fragen hat. Unter anderem danach, warum die Mädchen in den Spielen das Sperma trinken würden und ob es wirklich so gut schmeckt. Shigekazu, der gerade in Stimmung gekommen ist, kann sich nun nicht mehr zurückhalten und ist schon dabei seine eigene Hose auszuziehen. Dieser Erklärungsversuch nimmt jedoch ein rasches, handgreifliches Ende, da Fumika sowieso schon nichts von Shigekazu Verhalten hält. Stattdessen nimmt sich die diesbezüglich durchaus nicht viel bessere Zeichnerin Natsumi Harie (針江夏実, Harie Natsumi) der Sache an und vergleicht das Sperma im Geschmack faktisch falsch mit Schlagsahne. Damit sind in der Runde allerdings auch alle zufrieden, da sie Kanna lieber in Unwissenheit lassen, um sich ihre Vorstellungskraft zunutze zu machen. Einzig die zweite Grafikerin Fuyumi Hirobe (弘部冬実, Hirobe Fuyumi) hat Einwände, ist aber schon genug damit beschäftigt Natsumi zurückzuhalten.
Da sich Kanna und Motoki auch in der Schule über die aktuelle Arbeit erzählen, erwecken beide bei Hazuki und Kotori den Eindruck, dass sie wohl eine Beziehung hätten. Die beiden Mitschülerinnen stellen dabei Kanna mehrfach zur Rede, ob sie nicht einen Freund habe, was sie jedoch stets verneint, aber ihnen auch nicht erklären kann, worum es in den Gesprächen geht. Bei den weiteren Vorbereitungen wird letztlich beschlossen, dass Motoki ihr Partner für die Aufnahmen sein soll, zumal es Fumika in einem kleinen Wettstreit nicht schaffte Motoki mit ihrer Stimme zu erregen, Kanna hingegen sogar sehr.
Als nun die eigentlichen Aufnahmen beginnen stellt sich erneut heraus, dass Kanna nicht in der Lage ist in ihren üblichen Zustand zu verfallen. So werden erneut auf Anweisung ihrer Schwester zahlreiche Ideen durchgegangen um sie in die richtige Stimmung zu bringen. Nachdem sich dabei Kana und Motoki umarmen müssen und auch die Schlagsahne ins Spiel gebracht wird, ist Kanna nun wieder an diesem Punkt angelangt und kann eine Vorstellung mit bereits bekanntem Höhepunkt geben.
Auch Hazuki wird später von Yayoi dazu überredet als Erogē-Synchronsprecherin zu arbeiten unter dem Pseudonym Hazuki Noto (能登 はづき), Kotori zieht ihr später nach unter dem Pseudonym Kotori Makihara (牧原 ことり).

## Konzeption
Der Manga setzt sich mit der Situation der Synchronsprecher von erotischen und pornografischen Werken auseinander. Dabei geht er insbesondere auf die Beziehungen zu Personen ein, die sich nicht mit dieser Rolle identifizieren können. Ebenso werden die typischen Probleme aufgezeigt, die sich aus einer solchen Tätigkeit ergeben können. Insbesondere da Kanna noch minderjährig ist und unter dem Pseudonym Aoi Kanna arbeitet, was sich insbesondere auf ihre Liebesbeziehung auswirkt.

## Entstehung und Veröffentlichungen
Der Manga Koe de Oshigoto! wird vom japanischen Mangaka Azure Konno gezeichnet. Diesem kam die Idee dazu als er das Stück GAMER'S ACTRESS 〜My Sweet xxx Voice〜 auf der Indie-Single Magical Hacker: Kurukuru Risk (Magical Hacker☆くるくるリスク, ~ Risuku) der häufig für Erogē produzierenden Band MOSAIC.WAV hörte.
Das erste Kapitel erschien am 26. Mai 2008 innerhalb des von Wani Books monatlich herausgegebenen Magazins Comic Gum Ausgabe 7/2008. Die Serie endete zusammen mit der Serie Kurogane Hime von Toshinori Sogabe in der am 26. April 2013 erschienenen Ausgabe 6/2013 des Magazins.
Am 25. Dezember 2008 wurde die erste Zusammenfassung der bisherigen Kapitel als Tankōbon veröffentlicht. Insgesamt sind zehn Ausgaben veröffentlicht worden, wobei diese ab Band 2 auch als Sonderausgabe erschienen. Diese enthielten dabei in Band 2 eine CD mit dem exklusiven Stück Mahō no Oshigoto (魔法のおしごと) von MOSAIC.WAV, Band 3 das Hörspiel Kanna to Honoka no Onedari Box (かんなとほのかのおねだりBOX), Band 4 eine DVD mit einem Trailer zur OVA und dem exklusiven Stück Kokoro no Himegoto (こころのひめごと) wiederum von MOSAIC.WAV, Band 5 und Band 8 ein Hörspiel, Band 6 und Band 10 ein Windows-Spiel und Band 7 ein Spiel für Mobilgeräte.
- Bd. 1: ISBN 978-4-8470-3667-5, 25. Dezember 2008
- Bd. 2: ISBN 978-4-8470-3689-7, 25. Juni 2009 (Sonderausgabe: ISBN 978-4-8470-3690-3)
- Bd. 3: ISBN 978-4-8470-3710-8, 25. Dezember 2009 (Sonderausgabe: ISBN 978-4-8470-3709-2)
- Bd. 4: ISBN 978-4-8470-3740-5, 24. Juli 2010 (Sonderausgabe: ISBN 978-4-8470-3741-2)
- Bd. 5: ISBN 978-4-8470-3759-7, 25. Dezember 2010 (Sonderausgabe: ISBN 978-4-8470-3758-0)
- Bd. 6: ISBN 978-4-8470-3779-5, 25. Juli 2011 (Sonderausgabe: ISBN 978-4-8470-3780-1)
- Bd. 7: ISBN 978-4-8470-3797-9, 24. Dezember 2011 (Sonderausgabe: ISBN 978-4-8470-3792-4)
- Bd. 8: ISBN 978-4-8470-3818-1, 25. Juni 2012 (Sonderausgabe: ISBN 978-4-8470-3819-8)
- Bd. 9: ISBN 978-4-8470-3837-2, 25. Dezember 2012 (Sonderausgabe: ISBN 978-4-8470-3838-9)
- Bd. 10: ISBN 978-4-8470-3880-8, 25. Juli 2013 (Sonderausgabe: ISBN 978-4-8470-3881-5)

## Original Video Animation
Aufbauend auf dem Manga entstand die OVA-Reihe Koe de Oshigoto! The Animation (こえでおしごと! The ANIMATION). Produziert wurde die Reihe von Studio Gokumi. Dies war zugleich das erste Werk des Studios, dass aus dem Austritt der 5. Animationsabteilung des finanziell angeschlagenen Studio Gonzo entstand. Regie der Reihe führte Naoto Hosoda.
Die erste Folge der Reihe erschien am 17. November 2010 unter dem Titel Take.1: 16-sai no Himegoto (take.1 16歳のひめごと, dt. „Take 1: Das Geheimnis einer 16-Jährigen“) auf DVD und Blu-ray Disc. Sie gab im Wesentlichen die Handlung der ersten sechs Kapitel (des ersten Tankōbons) des Mangas wieder, vereinfachte jene aber stellenweise. So wurden einige tiefergehende Szenen ausgelassen oder leicht modifiziert wiedergegeben. Ebenso fehlten auch einige der im Manga wiederholt vorkommenden Nebenrollen.
Eine zweite Folge wurde ursprünglich für den 16. März 2011 angekündigt, musste aber aus mehreren Gründen auf den 11. Mai 2011 verschoben werden. Sie erschien unter dem Titel Take 2: Naisho de Seiyū (take.2 ナイショで声優!, dt. „Take 2: Das Geheimnis einer Synchronsprecherin“). Regie führte diesmal jedoch nicht Naoto Hosoda, sondern Takafumi Hoshikawa.
Das Drehbuch der Folge schrieb Masashi Suzuki und das Charakterdesign entwarf Satoru Kiyomaru. Beide bauten dabei auf der Vorlage auf, brachten aber auch eigene Ideen mit ein. Kiyomaru war darüber hinaus auch für die Leitung der Animation zuständig. Die künstlerische Leitung übernahm Hiroki Matsumoto.

### Synchronisation
| Rolle             | japanischer Sprecher (Seiyū)                   |
| ----------------- | ---------------------------------------------- |
| Kanna Aoyagi      | MAKO (Anime), Miku Nishino (Hörspiel)          |
| Yayoi Aoyagi      | Akeno Watanabe                                 |
| Fumika Warasono   | Ayano Ishikawa (Anime), Kisa Aibara (Hörspiel) |
| Hazuki Nōge       | Juri Nagatsuma                                 |
| Kotori Makino     | Maina Shimagata                                |
| Nagatoshi Hioki   | Susumu Chiba                                   |
| Ryūichi Funaki    | Shinya Takahashi                               |
| Yukihira Yokoyama | Takahiro Mizushima                             |

### Musik
Im Vorspann der Serie wurde der Titel Koi no Mahō (恋の魔法) gespielt. Der Liedtext wurde dabei von Funta3 geschrieben, während Funta7 für die Komposition und das Arrangement zuständig war. Interpretiert wurde der Titel von den Synchronsprecherinnen MAKO und Ayano Oshikawa.
Der Abspann war mit dem Titel Kuchibiru Chuck (くちびるチャック, Kuchibiru Chakku) unterlegt. Dieser wurde von MAKO, Juri Nagatsuma und Maina Shimagata interpretiert.